# Siriella plumicauda
Siriella plumicauda är en kräftdjursart som beskrevs av Hansen 1910. Siriella plumicauda ingår i släktet Siriella och familjen Mysidae. Inga underarter finns listade i Catalogue of Life.